# بک‌لش (۲۰۲۴)
بک‌لش فرانس (به انگلیسی: Backlash France)، یک رویداد کشتی حرفه‌ای در سال ۲۰۲۴ است که توسط شرکت آمریکایی دبلیودبلیوئی اجرا شد. این برنامه نوزدهمین رویداد بک‌لش بود و در روز شنبه، ۴ می ۲۰۲۴، در LDLC Arena در دسین-شارپیو در کلان‌شهر لیون،در کشور فرانسه برگزار شد. این رویداد از طریق پرداخت به ازای مشاهده تماشای پولی و پخش زنده پخش شد و کشتی‌گیرانی از بخش‌های برند راو و اسمکدان تبلیغاتی را به نمایش گذاشت. این اولین رویداد پرداخت برای دیدن (pay per view) و پخش زنده WWE بود که در فرانسه برگزار شد و اولین بک‌لش خارج از آمریکای شمالی بود. مفهوم این رویداد حول واکنش‌های شدید رسلمانیا ۴۰ بود.
در این مراسم ورزشکاران در پنج مسابقه به رقابت پرداختند. در رویداد اصلی، کودی رودز، ای. جی. استایلز را شکست داد و قهرمانی Undisputed WWE SmackDown را حفظ کرد؛ داور مسابقه جسیکا کار بود که اولین زنی بود که یک رویداد اصلی عنوان جهانی دبلیودبلیوئی را قضاوت کرد. در دیگر مسابقات برجسته، دامیان پریست، جی اوسو را شکست داد تا قهرمانی سنگین‌وزن جهان را حفظ کند و بیلی در یک مسابقه تهدید سه‌گانه، نائومی و تیفانی استراتون را شکست داد تا قهرمانی زنان دبلیو دبلیو ای اسمکدان را حفظ کند. این رویداد همچنین برای اولین حضور تاما تونگا در دبلیو دبلیو دبلیو ای در رینگ و همچنین بازگشت برادر خوانده‌اش (پسر عموی بیولوژیکی)، تونگا لوآ، که قبلاً در دبلیودبلیوئی به عنوان کاماچو از سال ۲۰۰۹ تا ۲۰۱۴ اجرا می‌کرد، قابل توجه بود.
این رویداد نقدهای بسیار مثبتی دریافت کرد، به‌طوری‌که رویداد اصلی و مبارزه خیابانی از مُهم‌ترین رویدادهای شب، تلقی می‌شدند و همچنین واکنش‌های شدید جمعیت شبیه به بک‌لش در سال قبل بود. دبلیودبلیوئی گزارش داد که این رویداد رکورد بزرگ‌ترین دروازه در تاریخ شرکت را به نام خود ثبت کرد. رویداد اصلی امتیاز ۵ ستاره را از دیو ملتزر دریافت کرد.

## داستان ها
این رویداد شامل پنج مسابقه بود که از داستان‌های از پیش نوشته شده حاصل شده بودند. نتایج توسط نویسندگان WWE در برنامه‌های Raw و SmackDown از پیش تعیین شده بود، در حالی که داستان‌ها در برنامه‌های تلویزیونی هفتگی WWE، Monday Night Raw و Friday Night SmackDown، تولید می‌شدند.
در شب دوم رسلمنیا XL، لس‌آنجلس نایت، ای‌جی استایلز را شکست داد، در حالی که بعداً در همان شب در رویداد اصلی، کدی رودز قهرمان مسابقات جهانی WWE اسمک‌داون شد. در ۱۲ آوریل، اعلام شد که اولین رقیب رودز برای کمربند قهرمانی، توسط تورنمنتی که از اسمکدان همان شب آغاز می‌شود، مشخص خواهد شد. نایت و استایلز متعاقباً مسابقات سه‌گانه تهدید خود را بردند. هفته بعد، استایلز نایت را شکست داد تا شانسی برای مسابقه قهرمانی دبلیودبلیوئی که حالا به آندیسپیوتد تغییر نام داده شده، مقابل رودز در بکلش فرانسه به دست آورد.
در شب دوم رسلمنیا XL، دیمین پریست قرارداد مانی این د بنک خود را نقد کرد و قهرمان سنگین وزن جهان راو شد. شب بعد در راو، جی اوسو یک مسابقه چهارجانبه مرگبار را برد و به مدعی شماره یک قهرمانی تبدیل شد، که قرار بود به بک‌لش فرانسه برسد.
در شب دوم رسلمنیا XL، بِیلی قهرمان مسابقات قهرمانی زنان دبلیودبلیوئی اسمک‌داون شد. در قسمت بعدی اسمک‌داون، بیلی گفت که می‌خواهد به دیگر زنان حاضر در فهرست، فرصت‌های جدیدی بدهد تا او را برای کسب عنوان قهرمانی به چالش بکشند. تیفانی استراتون حرفش را قطع کرد تا فرصت را بپذیرد؛ با این حال، بیلی گفت که او در مورد فرصتی دادن به نائومی صحبت می‌کرد. سپس استراتون به نائومی توهین کرد و او را وادار کرد که به رینگ بیاید. پس از بحثی بین نائومی و استراتون، آنها در مسابقه‌ای برای تعیین اینکه چه کسی بیلی را برای قهرمانی به چالش می‌کشد، با یکدیگر روبرو شدند که نائومی برنده شد. مسابقه قهرمانی در قسمت بعدی برگزار شد، اما پس از حمله استراتون به بیلی و نائومی، بدون هیچ مسابقه‌ای به پایان رسید. سپس قرار شد مسابقه دیگری بین نائومی و استراتون برای قسمت بعدی برگزار شود تا مشخص شود چه کسی بیلی را برای قهرمانی در بکلش فرانسه به چالش خواهد کشید، اما پس از دخالت نیا جکس، که اوایل همان شب به اسمکدان درفت شده بود، مسابقه بدون مسابقه دیگری به پایان رسید. نیک آلدیس، مدیر کل اسمکدان، سپس اعلام کرد که بِیلی در یک مسابقه سه‌گانه در بکلش فرانسه، از عنوان قهرمانی زنان دبلیودبلیوئی در برابر نائومی و استراتون دفاع خواهد کرد. در شب اول رسلمنیا XL، تیم بیانکا بلر و جید کارگیل، تیم دمیج CTRL (داکوتا کای، آسکا و کایری سین) را در یک مسابقه تگ تیم شش نفره با حضور کارگیل و پین کردن سین، شکست دادند. در قسمت ۲۶ آوریل اسمک‌داون، اعلام شد که کابوکی واریورز (آسوکا و سانه) از عنوان قهرمانی تگ تیم زنان دبلیودبلیوئی در مقابل بلر و کارگیل در بکلش فرانسه دفاع خواهند کرد.
پس از شکستش در شب دوم رسلمنیا XL، رومن رینز، لیدر بلادلاین، مدتی از میادین دور ماند. سپس سولو سیکوآ با حذف جیمی اوسو و سپس معرفی تاما تونگا که برای اولین بار به گروه می‌آمد، در قسمت ۱۲ آوریل اسمک‌داون، مسئولیت گروه را به دست گرفت، که این امر باعث ناراحتی مشاور ویژه این فرقه، پاول هیمن، شد. هفته بعد، این دو نفر به طرز وحشیانه‌ای به کوین اونز حمله کردند. در قسمت ۲۶ آوریل، وقتی بلادلاین دوباره سعی کرد به اونز حمله کند، یکی از حریفان اونز در رسلمنیا که قبلاً با بلادلاین مشکل داشت، رندی اورتون، حریف را نجات داد. بعداً در همان شب، اعلام شد که اورتون و اونز در یک مسابقه تگ تیم در بکلش فرانسه به مصاف بلادلاین (سیکوآ و تونگا) خواهند رفت و این اولین حضور تونگا در رینگ دبلیودبلیوئی بود.

## نتایج
| شماره | نتیجه                                                                    | نوع مسابقه                         | مدت زمان |
| ----- | ------------------------------------------------------------------------ | ---------------------------------- | -------- |
| ۱     | بلادلاین (سولو سیکوا و تاما تانگا) پیروز در مقابل رندی اورتن و کوین اونز | مسابقه تگ تیم عادی                 | 19:25    |
| ۲     | بیلی پیروز در مقابل نیومی و تیفانی استراتون                              | مسابقه سه نفره عادی سر کمربند زنان | 13:10    |